# نيكولاوس فوجت
نيكولاوس فوجت (بالألمانية: Nicolaus Vogt)‏ (و. 1756 – 1836 م) هو سياسي، ومؤرخ، وأستاذ جامعي ألماني، ولد في ماينتس، توفي في فرانكفورت، عن عمر يناهز 80 عاماً.